# جردن مکنر

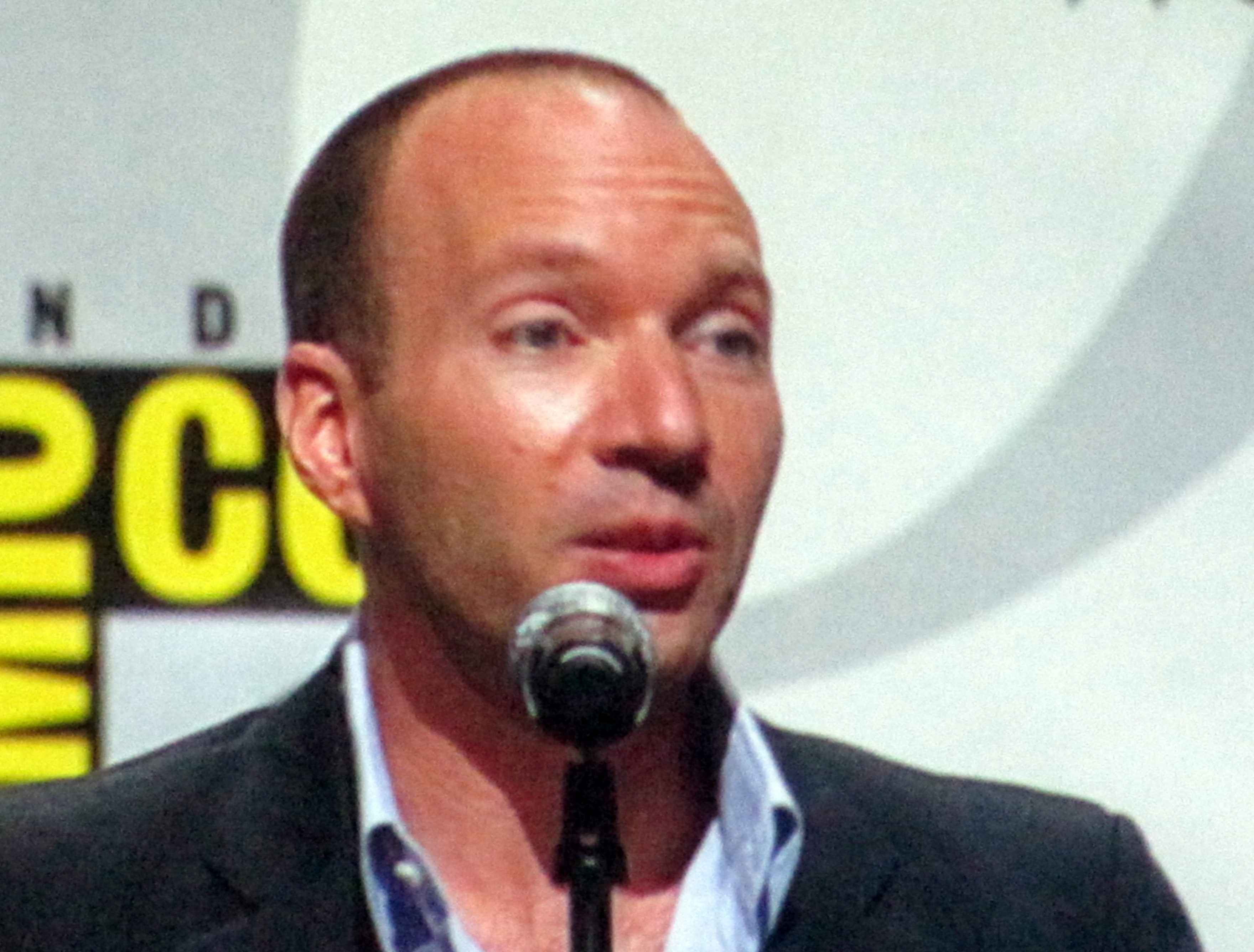

جوردن مکنر طراح بازی‌های ویدئویی، داستان‌نویس، فیلم‌نامه‌نویس و فیلم‌ساز است.  مکنر بیشتر به خاطر ساختن مجموعه بازی ویدئویی شاهزاده ایران شهرت دارد.
او تحصیلاتش را در رشته روان‌شناسی در دانشگاه ییل به پایان رساند.